# Jakariniai pinty
A jakariniai pinty (Volatinia jacarina)  a madarak osztályának verébalakúak (Passeriformes) rendjébe és a tangarafélék (Thraupidae) családjába tartozó Volatinia nem egyetlen  faja.

## Rendszerezés
Besorolása vitatott, egyes rendszerezők a sármányfélék (Emberizidae) családjába sorolják.

## Előfordulása
Mexikó, Antigua és Barbuda, Barbados, a Dominikai Köztársaság, Grenada, Guadeloupe, Martinique, Montserrat, Saint Kitts és Nevis, Saint Lucia, Saint Vincent és a Grenadine-szigetek, Belize, Costa Rica, Guatemala, Honduras, Nicaragua, Panama, Salvador, Argentína, Brazília, Chile, Ecuador, Francia Guyana, Guyana, Kolumbia, Paraguay, Peru, Suriname, Trinidad és Tobago és Uruguay  területén honos. A természetes élőhelye szubtrópusi és trópusi szavannák és bokrosok, valamint termőföldek, legelők és városias környezet.

## Alfajai
- Volatinia jacarina jacarina (Linnaeus, 1766)
- Volatinia jacarina peruviensis (Peale, 1848)
- Volatinia jacarina splendens (Vieillot, 1817)[2]

## Megjelenése
Átlagos testtömege 9.7 gramm.
|  |  |